# Trichomanes padronii
Trichomanes padronii är en hinnbräkenväxtart som beskrevs av George Richardson Proctor. Trichomanes padronii ingår i släktet Trichomanes och familjen Hymenophyllaceae. Inga underarter finns listade.